# Mate Nemeš
Mate Nemeš (ur. 21 lipca 1993) – serbski zapaśnik walczący w stylu klasycznym. Dwukrotny olimpijczyk. Zajął trzynaste miejsce w Tokio 2020 w kategorii 67 kg i dziesiąte w Paryżu 2024 w tej samej wadze.
Złoty medalista mistrzostw świata w 2022; brązowy w 2019 i 2023. Mistrz Europy w 2021; piąty w 2019. Trzeci na igrzyskach europejskich w 2019; czternasty w 2015. Brązowy medalista igrzysk wojskowych w 2019. Wicemistrz śródziemnomorski w 2014. Trzeci na ME juniorów w 2013 i na ME U-23 w 2016 roku.
Jest bratem bliźniakiem Viktora Nemeša, zapaśnika i olimpijczyka z Rio de Janeiro 2016.